# شيخ محمد (عفرين)
شيخ محمد قرية سوريّة تتبع إداريّاً لمحافظة حلب منطقة عفرين ناحية راجو، بلغ تعداد سكانها 716 نسمة حسب التعداد السكاني لعام 2004.